# Amigo Spiele
AMIGO Spiel + Freizeit GmbH (зазвичай скорочено Amigo або Amigo Spiele) — німецьке видавництво настільних ігор, розташоване у Дітценбасі в Гессенському окрузі Оффенбах у Німеччині.

## Історія
AMIGO було засновано 1980 року Рудольфом Янсеном разом з Гюнтером Фойгтом у Рьодермарку, причому назва походить від однойменного готелю Amigo в Брюсселі, де було ухвалено рішення про створення видавництва. Компанія з самого початку здебільшого випускала невеликі карткові ігри, і першою грою в її асортименті стала карткова гра Zac. Компанія стала відомою завдяки «Змійці Рубіка» та німецькому розповсюдженню карткової гри UNO для колишньої американської компанії International Games. Згодом були додані інші ігри, а в 1985 році гра Campus Андре Франсуа була номінована на звання «Гра року». У 1991 році вийшла сімейна гра Tutti Frutti Хаїма Шафіра, яка незабаром була перейменована на Halli Galli через однойменне телевізійне шоу.

### Падіння доходів та реструктуризація
Після придбання компанії International Games компанією Mattel у 1992 році гра UNO почала розповсюджуватися Mattel самостійно, що призвело до значного фінансового падіння в Amigo. Засновники Янсен і Фойгт продали видавництво Берлінській інвестиційній компанії, а Уве Паулі було призначено новим генеральним директором. Він раніше працював у логістичній компанії Company for Business Developments GmbH (CBD), і штаб-квартиру видавництва було перенесено до Діценбаха. CBD забезпечувала логістику для Amigo до 2009 року, з того часу видавництво співпрацює з компанією VVA arvato GmbH з групи Bertelsmann як новим логістичним партнером.

### Подальші розвитки
У 1995 році карткова гра Magic: The Gathering була вперше представлена Amigo у Німеччині (до 2006 року, з того часу її розповсюджує Universal Cards). У 1998 році видавництво отримало нагороду Гра року за настільну гру Elfenland Алана Р. Муна і здобуло третє місце на нагородженні German Games Awards. У 1990-х роках було випущено кілька класичних карткових ігор, таких як 6 nimmt!, Wizard та Bohnanza, які згодом були розширені в серії в наступних виданнях та іграх на їх основі. У 1999 році Amigo отримала німецькі ліцензійні та дистрибуційні права на рольову гру Dungeons and Dragons. У 2004 році була додана гра в карти Yu-Gi-Oh! від Konami, а з 2015 року в асортименті Amigo з'явилася система карт Force of Will.
У 2009 році Amigo заснувала власний івент-відділ і запустила різноманітні турнірні серії для ігор Wizard, Set, Saboteur, Bohnanza, 6 nimmt! та, з 2017 року, ICECOOL. Окрім власної продукції, видавництво зараз також розповсюджує продукцію різних торгових партнерів, таких як Spin Master, Crayola, Ultra PRO та PiNAO Sports. Наразі в компанії працює близько 50 осіб. У 2018 році видавництво оголосило про запуск AMIGO Games Inc. як незалежної компанії в Остіні, штат Техас, для американського ринку.

## Відомі ігри, видані Amigo
| - 6 nimmt! з кількома продовженнями: Hornochsen!, 11 nimmt!, X nimmt! - Auf die Nüsse! - Bohnanza з численними доповненнями та самостійними продовженнями - Bohnanza: Das Duell як версія на двох гравців Bohnanza - Café International, графічно оновлене видання, спочатку опубліковане Mattel як гра року 1989 - Druids - Dungeons & Dragons - Diskwars (настільна гра) - Elfenland, гра року 1998 - Fluxx з різними відгалуженнями - Force of Will, колекційна карткова гра - Gier - Der Große Dalmuti - Geschenkt … ist noch zu teuer! - Guillotine - Halli Galli та інші ігри Хаїма Шафіра, такі як Speed Cups, Speed Dice та RinglDing - Hochspannung (2019) та Unter Spannung (2016) - ICECOOL, дитяча гра року 2017 - Intrige | - Medici - Mü & Mehr (спочатку опубліковано Spiele von Doris und Frank) - Ogallala - Privacy - Rage - Razzia! - Robo Rally - Römisch Pokern - Saboteur, Saboteur 2 та Saboteur: Das Duell - Set - Sneaky Cards - SOLO - Sticheln - Union Pacific, номіновано на гру року 1999 - Uno - Voll in Fahrt - Verflucht! - Wizard - X-Code - Zauberberg |

## Нагороди
Численні ігри видавництва були відзначені національними та міжнародними преміями:
| Spiel des Jahres - Campus: шорт-лист 1985 - Casablanca: шорт-лист 1991 - Tutanchamun: шорт-лист 1993 - 6 nimmt!: шорт-лист 1994 - Medici: шорт-лист 1995 - Bohnanza: шорт-лист 1997 - Elfenland: переможець 1998 - Union Pacific: номінація 1999 - Die Dracheninsel: номінація 2003 - Die sieben Siegel: рекомендаційний список 2004 - Geschenkt … ist noch zu teuer!: рекомендаційний список 2005 - Tanz der Hornochsen: рекомендаційний список 2005 - Fettnapf ... in Sicht: рекомендаційний список 2006 - Alchemist: рекомендаційний список 2007 - Pingu-Party: рекомендаційний список 2008 - Einauge sei wachsam: рекомендаційний список 2009 - Poison: рекомендаційний список 2009 - Jäger und Sammler: рекомендаційний список 2010 - Blockers!: рекомендаційний список 2011 - Deja-Vu: рекомендаційний список 2017 - Lama: номінація 2019 Kinderspiel des Jahres - Lauras Sternenspiel: номінація 2003 - Викрутайс: переможець 2017 - Froggies: рекомендація 2022 - Magic Mountain: переможець 2022 | German Games Award - Casablanca: 5 місце, 1991 - Tutanchamun: 2 місце, 1993 - Sticheln: 8 місце, 1993 - 6 nimmt!: переможець, 1994 - Capone: 2 місце, 1994 - Medici: 5 місце, 1995 - Hattrick: 8 місце, 1995 - Bohnanza: 5 місце, 1997 - Elfenland: 3 місце, 1998 - Union Pacific: 3 місце, 1999 - Piratenbucht: 9 місце, 2002 German Games Award для дітей - ICECOOL: переможець 2017 À-la-carte (Премія у карткових іграх) - Tutti Frutti (пізніше Halli Galli): 3 місце, 1991 - Pirat: 1 місце, 1992 - Sticheln: 1 місце, 1993 - 6 nimmt!: 1 місце, 1994 - Hattrick: 2 місце, 1995 - Bohnanza: 1 місце, 1997 - Geschenkt … ist noch zu teuer!: 2 місце, 2005 - Byzanz: 2 місце, 2009 - R-Öko: 2 місце, 2010 - 11 nimmt!: 3 місце, 2010 - Stich-Meister: 2 місце, 2011 - Krass Kariert: 1 місце, 2018 |